# Орден Святого равноапостольного великого князя Владимира
Орден Святого равноапостольного великого князя Владимира — старейший орден Русской Православной Церкви, второй по старшинству.

## История ордена
Учреждён в 1958 году в ознаменование 40-летия восстановления Патриаршества в Русской Церкви (1957). Первоначально именовался «нагрудный знак в честь святого равноапостольного великого князя Владимира» и предназначался для награждения преимущественно представителей зарубежных Православных Церквей и инославных исповеданий.
15 апреля 1958 года первое вручение знаков I и II степеней пяти видным деятелям Евангелическо-Лютеранской Церкви ФРГ и ГДР.
Вторым лицом, награждённым знаком I степени в 1959 году, был митрополит Гор Ливанских Илия (Карам).
Летом 1959 года император Эфиопии Хайле Селассие I был награждён уже не знаком, а орденом I степени.
До 1961 года орденом награждали только иностранцев.
Первым гражданином СССР, удостоенным этой награды, стал святейший Патриарх Московский и всея Руси Алексий I. Орден Святого Владимира I степени был вручён ему 18 июля 1961 г., в день празднования памяти преподобного Сергия Радонежского, на Архиерейском соборе, состоявшемся в Троице-Сергиевой Лавре.
В сентябре 1964 года, во время встречи Архиепископа Макария III и Московского патриарха и всея Руси Алексия I в Афинах предстоятелю Кипрской Церкви был вручен орден I степени.
Орденом награждаются также храмы, монастыри и целые епархии.
В 1964 году орден I степени получила Московская Духовная Академия, в 1977 году — Ленинградская Духовная Академия.

## Статутордена

### До 2013 года
Орденом Святого равноапостольного великого князя Владимира награждаются Главы и иерархи Поместных Православных Церквей, архиереи и клирики Русской Православной Церкви за многолетнее служение в священном сане или за заслуги перед Русской Православной Церковью. Орденом могут быть награждены церковные и общественные деятели за деятельность на благо Православия.
Орденом Святого равноапостольного великого князя Владимира могут быть награждены епархии, монастыри, духовные учебные заведения и иные церковные организации.
Орден Святого равноапостольного великого князя Владимира имеет три степени, при награждении орденом первой степени вручается знак ордена, звезда, лента и грамота. При награждении орденом второй и третьей степени вручается знак ордена и грамота. До 2004 года кавалеры ордена I степени получали только звезду.

### После 2013 года
Орденом Святого равноапостольного князя Владимира награждаются Предстоятели и иерархи Поместных Православных Церквей, архиереи и клирики Русской Православной Церкви за многолетнее служение в священном сане или за заслуги перед Русской Православной Церковью. Орденом Святого равноапостольного князя Владимира могут быть награждены церковные и общественные деятели за полезные труды на благо Православия.
Орденом Святого равноапостольного князя Владимира могут быть награждены епархии, монастыри, духовные учебные заведения и иные церковные организации.
Орден Святого равноапостольного князя Владимира празднуется 28 июля, в день его памяти.
Примечание. В день праздника ордена Святого равноапостольного князя Владимира лица, награждённые этим орденом, надевают его ленту через плечо, хотя бы они имели орден Андрея Первозванного.
Ордену Святого Владимира присвоена церковь Святого Равноапостольного Князя Владимира в Санкт-Петербурге (на Петроградской стороне). В данном храме хранятся орденское знамя, списки орденоносцев и регалии ордена. Настоятель, на время своего служения в качестве такового, имеет право ношения ордена Святого Владимира 1 степени по должности. Храм Святого Равноапостольного Князя Владимира г. Санкт-Петербурга имеет право использовать орденскую символику в различных элементах декорации, росписи и орнамента.
Лицам, награждённым орденом Святого равноапостольного князя Владимира, поручается попечение о духовных академиях, семинариях и училищах Русской Православной Церкви. Более подробные обязанности изложены выше, в общих постановлениях об орденах (ст. 3.3.1 – 3.3.6).

## Описание ордена

### I степень

#### Знак ордена
Знак ордена представляет собой прямой равноконечный крест, обрамлённый узким выпуклым рантом. В ветвях креста сгруппированы рельефные лучи по 7 лучей на каждой стороне креста, а сам крест покрыт красной эмалью. Между ветвями креста расположены по 5 гранёных лучей. В центре знака находится восьмиконечная звезда с гранёнными лучами, на которой расположен несколько выступающий круглый медальон с рельефной монограммой — «Св», «В» («святой Владимир»). Медальон обрамлён рельефным ободком в виде «жгута». В верхней части креста закреплено кольцо для ношения знака на ленте. Знак изготавливается методом штамповки из мельхиора с позолотой и холодной эмалью. Знак носится на плечевой ленте. Лента ордена муаровая, бордового цвета, шириной 100 мм. Обрез ленты — фигурный. Концы ленты скреплены узким шёлковым кольцом бордового цвета.

#### Звезда ордена
Звезда ордена представляет собой позолоченную 48-конечную звезду с расходящимися от центра острыми гранёными лучами. Лучи сгруппированы пучками по 5 лучей и образуют два наложенных друг на друга креста, разделённых одиночными лучами, окаймлёнными «жемчужкой». В центре креста — круглый позолоченный медальон с рельефным погрудным изображением святого равноапостольного князя Владимира. Обе руки святого поддерживают четырёхконечный крест. По обе стороны от изображения святого, церковнославянским шрифтом монограмма его имени: «СВ», «В» («святой Владимир»). Медальон окаймлён рубиновым эмалевым пояском с надписью по окружности: «За церковные заслуги». Вокруг пояска рельефный орнамент в виде «жгута». Звезда изготавливается методом штамповки из мельхиора с позолотой и холодной эмалью.

### II степень

#### Знак ордена
Знак аналогичен звезде первой степени. Изготавливается методом штамповки из мельхиора с серебрением, частичной позолотой и холодной эмалью.

### III степень

#### Знак ордена
Знак ордена представляет собой прямой равноконечный крест, по краю которого идёт узкий выпуклый рант. В ветвях креста сгруппированы рельефные лучи по 7 лучей на каждой стороне креста. Ветви креста покрыты рубиновой прозрачной эмалью. Изготавливается методом штамповки из мельхиора с позолотой и холодной эмалью.

### I степень

#### Знак ордена
Знак ордена представляет собой позолоченный греческий крест с узким выпуклым рантом. Ветви креста с рельефными лучами покрыты рубиновой эмалью. В центре знака – круглый, белый эмалевый медальон, с позолоченной рельефной монограммой СВ (Святой Владимир). Медальон окаймлен позолоченным выпуклым рантом. Вокруг медальона расположен пояс со стилизованным девизом: ЗА ЦЕРКОВНЫЕ ЗАСЛУГИ. Пояс покрыт красной эмалью и окантован рельефным орнаментом в виде жгута. Знак посредством ушка и кольца крепится к орденской ленте. На обратной стороне орден имеет номер, зарегистрированный в Наградной комиссии. Материалы: серебро, позолота, холодная эмаль. Размеры знака ордена: 60х60 мм.

#### Звезда ордена
Звезда ордена – позолоченная, восьмиконечная, с гладкими двугранными лучами. По диагоналям звезды расположены одиночные лучи, окантованные рантами. В центре звезды —круглый медальон с образом святого равноапостольного князя Владимира, выполненный в технике художественной финифти. Изображение поясное, в правой руке святого восьмиконечный крест, левая рука на уровне плеча. По сторонам от святого, над плечами, стилизованная надпись: слева — СТЫЙ РАВНОАП. (СВЯТОЙ РАВНОАПОСТОЛЬНЫЙ), справа — БЛГ.КН.ВЛАДИМИР (БЛАГОВЕРНЫЙ КНЯЗЬ ВЛАДИМИР). Вокруг медальона расположен пояс со стилизованным девизом: ЗА ЦЕРКОВНЫЕ ЗАСЛУГИ. Пояс покрыт красной эмалью и окантован выпуклым рантом. Вокруг пояса расположены фианиты. В оглавии медальона — позолоченная митра, увенчанная крестом. На обратной стороне орден имеет номер, зарегистрированный в Наградной комиссии. Материалы: серебро, позолота, фианиты, холодная эмаль, художественная финифть. Размеры звезды ордена: 85х85 мм. Крепление: булавка

#### Лента ордена
Лента шелковая муаровая, шириной 100 мм красного цвета с широкими чёрными полосами по краям, а также тонкой каймой красного цвета, носимая через правое плечо, для архиереев и клириков на шее.

#### Планка ордена
Планка ордена представляет собой прямоугольную металлическую пластину, обтянутую муаровой лентой красного цвета с широкими чёрными полосами по краям, а также тонкой каймой красного цвета. В центре орденской планки расположена восьмиконечная миниатюрная звезда ордена золотистого цвета. В центре звезды – золотистый медальон, окружённый эмалевым поясом рубинового цвета. Размеры планки ордена: 28х14 мм. Крепление: булавка.

### II степень

#### Знак ордена
Знак ордена представляет собой позолоченный греческий крест с узким выпуклым рантом. Ветви креста с рельефными лучами покрыты рубиновой эмалью. В центре знака – круглый позолоченный медальон, окаймленный выпуклым рантом, с рельефным изображением святого князя Владимира. Образ святого погрудный, обе руки поддерживают восьмиконечный крест. По сторонам, над плечами, стилизованная надпись: слева – СВ (Святой), справа – В (Владимир). Вокруг медальона расположен пояс со стилизованным девизом: ЗА ЦЕРКОВНЫЕ ЗАСЛУГИ. Пояс покрыт красной эмалью. Вокруг пояса – рельефный орнамент в виде жгута. Знак посредством ушка и кольца крепится к орденской ленте. На обратной стороне орден имеет номер, зарегистрированный в Наградной комиссии. Материалы: мельхиор, позолота, холодная эмаль. Размеры знака ордена: 45х45 мм.

#### Звезда ордена
Звезда ордена – серебристого цвета восьмиконечная, с гладкими двугранными лучами. По диагоналям звезды расположены одиночные лучи, окантованные рантами. В центре звезды — круглый позолоченный медальон, окаймленный выпуклым рантом, с рельефным изображением святого князя Владимира. Образ святого погрудный, обе руки поддерживают восьмиконечный крест. По сторонам, над плечами, стилизованная надпись: слева – СВ (Святой), справа – В (Владимир). Вокруг медальона расположен пояс со стилизованным девизом: ЗА ЦЕРКОВНЫЕ ЗАСЛУГИ. Пояс покрыт красной эмалью. Вокруг пояса – позолоченный рельефный орнамент в виде жгута. На обратной стороне орден имеет номер, зарегистрированный в Наградной комиссии. Материалы: мельхиор с серебрением и частичной позолотой, холодная эмаль. Размеры звезды ордена: 85х85 мм. Крепление: булавка.

#### Лента ордена
Лента шелковая муаровая, шириной 40 мм красного цвета с широкими чёрными полосами по краям и тонкой красной каймой, носимая на шее.

#### Планка ордена
Планка ордена представляет собой прямоугольную металлическую пластину, обтянутую муаровой лентой красного цвета с широкими чёрными полосами по краям, а также тонкой каймой красного цвета. В центре орденской планки расположена восьмиконечная миниатюрная звезда ордена серебристого цвета. В центре звезды – золотистый медальон, окружённый эмалевым поясом рубинового цвета. Размеры планки ордена: 28х14 мм. Крепление: булавка.

### III степень

#### Знак ордена
Знак ордена представляет собой позолоченный греческий крест с узким выпуклым рантом. Ветви креста с рельефными лучами покрыты рубиновой эмалью. В центре знака – круглый позолоченный медальон, окаймленный выпуклым рантом, с рельефным изображением святого князя Владимира. Образ святого погрудный, обе руки поддерживают восьмиконечный крест. По сторонам, над плечами, стилизованная надпись: слева – СВ (Святой), справа – В (Владимир). Вокруг медальона расположен пояс со стилизованным девизом: ЗА ЦЕРКОВНЫЕ ЗАСЛУГИ. Пояс покрыт красной эмалью. Вокруг пояса – рельефный орнамент в виде жгута. На обратной стороне орден имеет номер, зарегистрированный в Наградной комиссии. Материалы: мельхиор, позолота, холодная эмаль. Размеры знака ордена: 60х60 мм. Крепление: булавка.

#### Планка ордена
Планка ордена представляет собой прямоугольную металлическую пластину, обтянутую муаровой лентой красного цвета с широкими чёрными полосами по краям, а также тонкой каймой красного цвета. В центре орденской планки расположен четырёхконечный миниатюрный греческий крест, покрытый рубиновой эмалью. В центре креста – золотистый медальон, окружённый эмалевым поясом рубинового цвета. Размеры планки ордена: 28х14 мм. Крепление: булавка.

## Правила ношения

### До 2013 года
Орден носится на правой стороне груди и при наличии других орденов Русской Православной Церкви располагается вслед за орденом Святого апостола Андрея Первозванного с алмазной звездой.

### После 2013 года
Звезда ордена I степени носится на левой стороне груди и при наличии других орденов Русской Православной Церкви располагается среди них согласно старшинству орденов, указанному в статье 3.1.4. Положения о наградах Русской Православной Церкви.
Планка ордена I степени может носиться на повседневной одежде, и располагается в таких случаях на левой стороне груди. При наличии других орденов Русской Православной Церкви планка ордена Святого равноапостольного князя Владимира располагается согласно старшинству орденов, указанному в статье 3.1.4. Положения о наградах Русской Православной Церкви.
Звезда ордена II степени носится на левой стороне груди и при наличии других орденов Русской Православной Церкви располагается среди прочих орденов согласно старшинству, указанному в статье 3.1.4. Положения о наградах Русской Православной Церкви.
Планка ордена II степени может носиться на повседневной одежде, и располагается в таких случаях на левой стороне груди. При наличии других орденов Русской Православной Церкви планка ордена Святого равноапостольного князя Владимира 2 степени располагается согласно старшинству орденов, указанному в статье 3.1.4. Положения о наградах Русской Православной Церкви.
Знак ордена III степени носится на левой стороне груди и при наличии других орденов Русской Православной Церкви располагается среди прочих орденов согласно старшинству, указанному в статье 3.1.4. Положения о наградах Русской Православной Церкви.
Планка ордена III степени может носиться на повседневной одежде, и располагается в таких случаях на левой стороне груди. При наличии других орденов Русской Православной Церкви планка ордена Святого равноапостольного князя Владимира 3 степени располагается согласно старшинству орденов, указанному в статье 3.1.4. Положения о наградах Русской Православной Церкви.